# Kalorimetrie
Kalorimetrie je část termiky, která se zabývá měřením tepla.

## Měřící přístroje
Na měření tepla se používá kalorimetr, což je v principu tepelně izolovaná nádoba. Pro různé účely existují různé druhy kalorimetrů.
Například elektrický kalorimetr se skládá z tepelně izolované nádoby, v které je teploměr, zdroj tepla a míchadlo (při míchání kapaliny je lepší vyrovnání teplot). Průchodem elektrického proudu spirálou dojde k jejímu zahřátí a tímto teplem se zvýší teplota kapaliny v kalorimetru. Vzhledem k tomu, že množství tepla vzniklého ve spirále je závislé na elektrickém proudu a napětí, je tímto způsobem možné měřit teplo přijaté kapalinou o dané hmotnosti.
Pro určení tepelné kapacity tělesa pevného skupenství se hodí směšovací kalorimetr, což je tepelně izolovaná nádoba s míchadlem a teploměrem. Do kalorimetru se umístí kapalina o známé tepelné kapacitě {\displaystyle K_{1}} a teplotě {\displaystyle t_{1}}. Do této kapaliny se potom ponoří těleso z pevné látky o teplotě {\displaystyle t_{2}}, která je vyšší než teplota kapaliny. Mezi kapalinou a tělesem proběhne tepelná výměna a po vytvoření tepelné rovnováhy bude mít soustava teplotu {\displaystyle t}.
Po vytvoření tepelné rovnováhy odevzdá pevné těleso teplo {\displaystyle Q_{2}=K_{2}(t_{2}-t)} a kapalina přijme teplo {\displaystyle Q_{1}=K_{1}(t-t_{1})}. Protože je kalorimetr tepelně izolovaná soustava, bude platit {\displaystyle Q_{1}=Q_{2}}, odkud pro tepelnou kapacitu pevného tělesa dostaneme
{\displaystyle K_{2}={\frac {t-t_{1}}{t_{2}-t}}K_{1}}
Tento vztah je možné považovat za jiný zápis kalorimetrické rovnice.